# Mountain Pine
Mountain Pine – miasto w Stanach Zjednoczonych, w stanie Arkansas, w hrabstwie Garland.